# Радовиц, Йозеф Мария фон (младший)
Йозеф Мария Фридрих фон Радовиц (Младший) (нем. Joseph Maria Friedrich von Radowitz; 19 мая 1839, Франкфурт-на-Майне — 15 января 1912, Берлин) — немецкий государственный и дипломатический деятель, статс-секретарь имперского ведомства иностранных дел кайзеровской Германии (министр иностранных дел) (6 ноября 1879- 17 апреля 1880).

## Биография
Сын политика и дипломата генерала Йозефа Марии фон Радовица. Изучал право в университетах Бонна и Берлина.
Дипломатическую карьеру начал в 1860 году. Участник Австро-прусско-итальянской войны, в 1866 году служил штабным офицером.
Был дипломатическим сотрудником в Османской империи (1861), после служил в миссии в Китае (1862) и Японии, в генеральном консульстве в Шанхае (1864), в посольстве в Париже (1865).
В 1869 году направлен генеральным консулом Северогерманского союза в Бухарест, в 1872 году стал немецким поверенным в делах в Константинополе в 1873—1882 годах — немецким посланником в Афинах, в 1882—1892 годах — посол в Константинополе и 1892—1908 годах — посол в Мадриде.

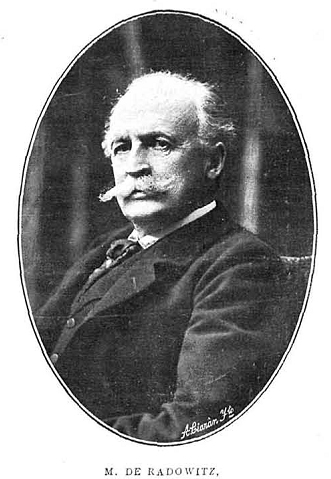
Йозеф Мария Фридрих фон Радовиц (Младший)

В Константинополе Радовиц стремился установить немецкое влияние, продвигал немецкий бизнес в Малой Азии, успешно помогал нанимать немецких офицеров в качестве инструкторов в турецкой армии. В 1905—1906 годах был делегатом от Германии на Альхесирасской конференции.
С 6 ноября 1879 по 17 апреля 1880 года занимал пост статс-секретаря имперского ведомства иностранных дел кайзеровской Германии (министра иностранных дел).